# Blozende fluweelboleet
De blozende fluweelboleet (Hortiboletus engelii) is een schimmel behorend tot de familie Boletaceae. Hij groeit in loofbossen, vaak bij diverse loofbomen (linde, eik, populier, wilg of beuk) en struiken. Deze boleet heeft bij doorsnede een zwakke blauwverkleuring in het midden van de steel en bij druk op de poriën.

## Kenmerken

### Uiterlijke kenmerken
Hoed
De hoed is licht grijsbruin, bruin tot zwartbruin gekleurd en heeft meestal een bruinrode rand. Het vlees van de hoed is geel met soms een rode band erdoorheen.
Buisjes en poriën
De buisjes zijn geel en verkleuren bij kneuzing slechts weinig. Ze zijn aangehecht en soms met een aflopende tandje. De poriën hebben een diameter van ongeveer 0,5 tot 1 mm. De vorm is iets hoekig. De kleur is geelgroen.
Steel
De steel heeft een lengte van 3-7 cm en een dikte van 0,4-0,8 cm dik. De vorm is cilindrisch robuuste en knolvormig. De kleur is strogeel tot vuilgeel, zelden met roodtinten. Het vlees van de steel is vuilgeel met aan de basis meestal fel roodoranje puntjes. De steel kleurt meestal snel, soms langzaam of nauwelijks blauw bij kneuzing.
Geur en smaak
De geur en smaak zijn mild.

### Microscopische kenmerken
De sporen zijn ellipsoïde of spoelvormig, met ribbels die lastig met een microscoop te zien zijn en een duidelijk deukje boven de apiculus. De sporenmaat is 10,5-13 × 4,5-6,5 μm, met een Q-getal van 1,9-2,7 en Q-avg 2,05 tot 2,35. De hoedhuid is onregelmatig trichoderm van cilindrische tot iets verbrede eindcellen. Het pigment is bruin, geincrustreerd.

## Verspreiding
Deze soort komt voor in veel Europese landen.
In Nederland is de blozende fluweelboleet waarschijnlijk de meest voorkomende van de fluweelboleten. De status is algemeen.

## Foto's

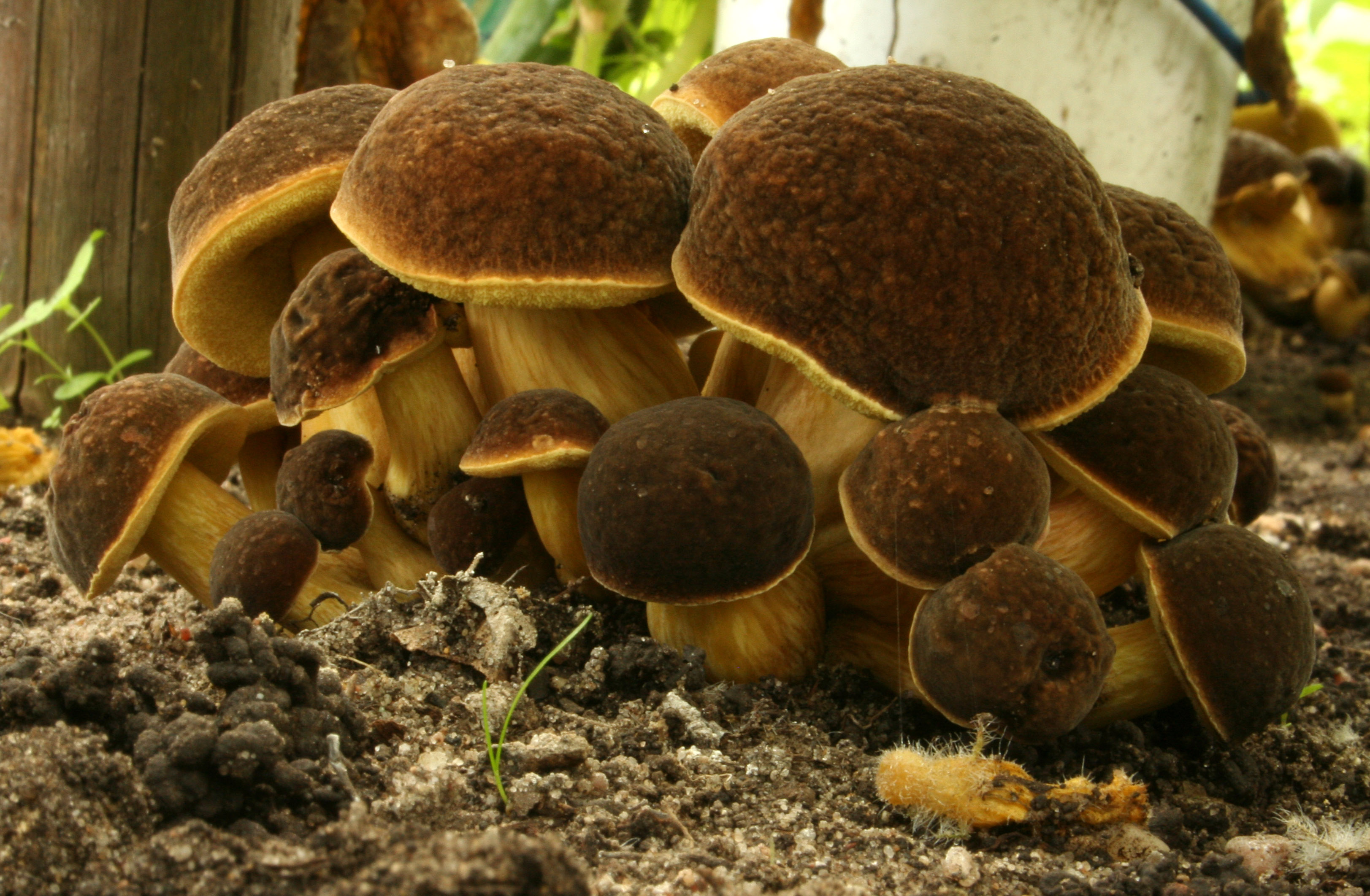
Groep
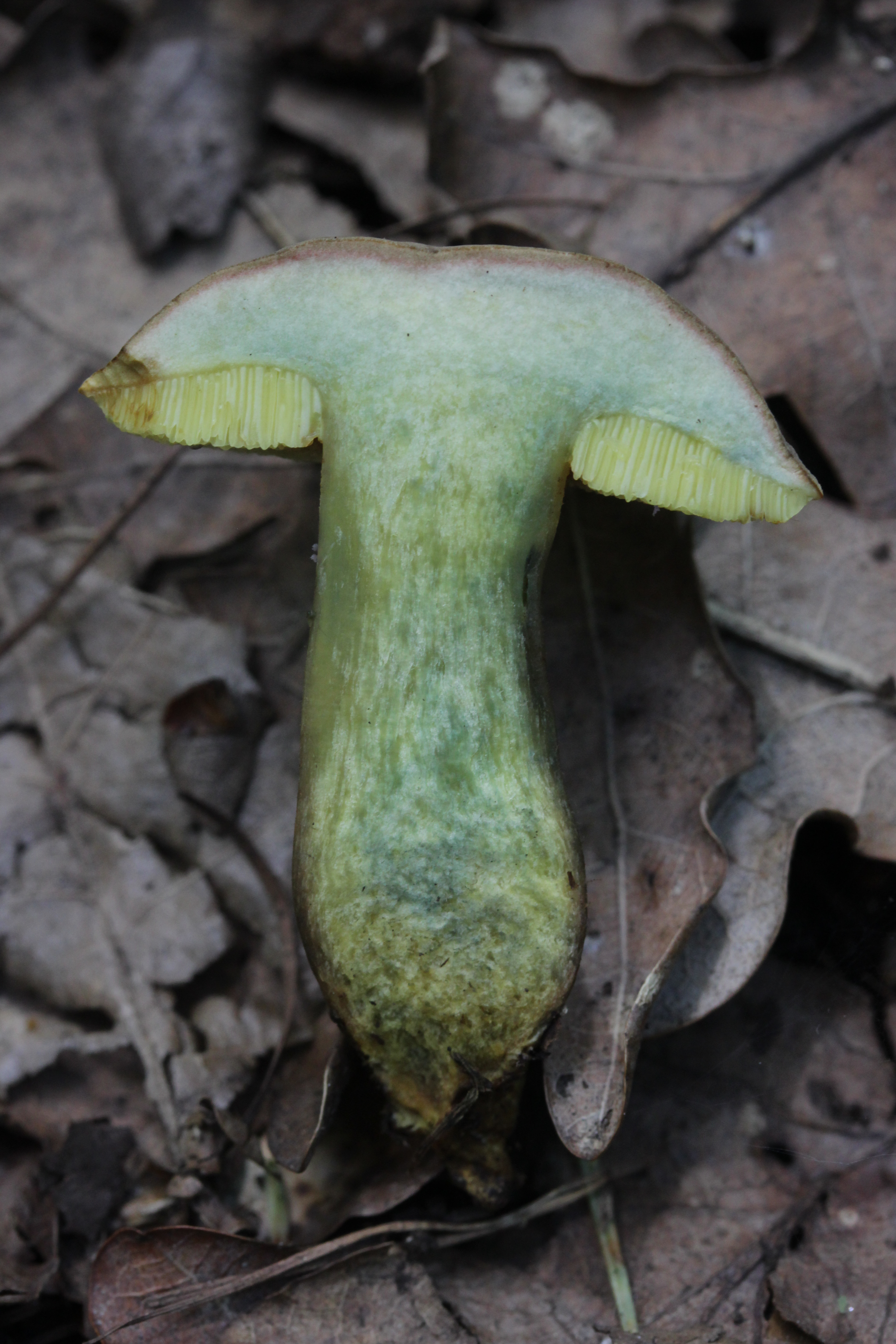
Doorsnede van steel met blauwverkleuring, die soms nauwelijks aanwezig kan zijn
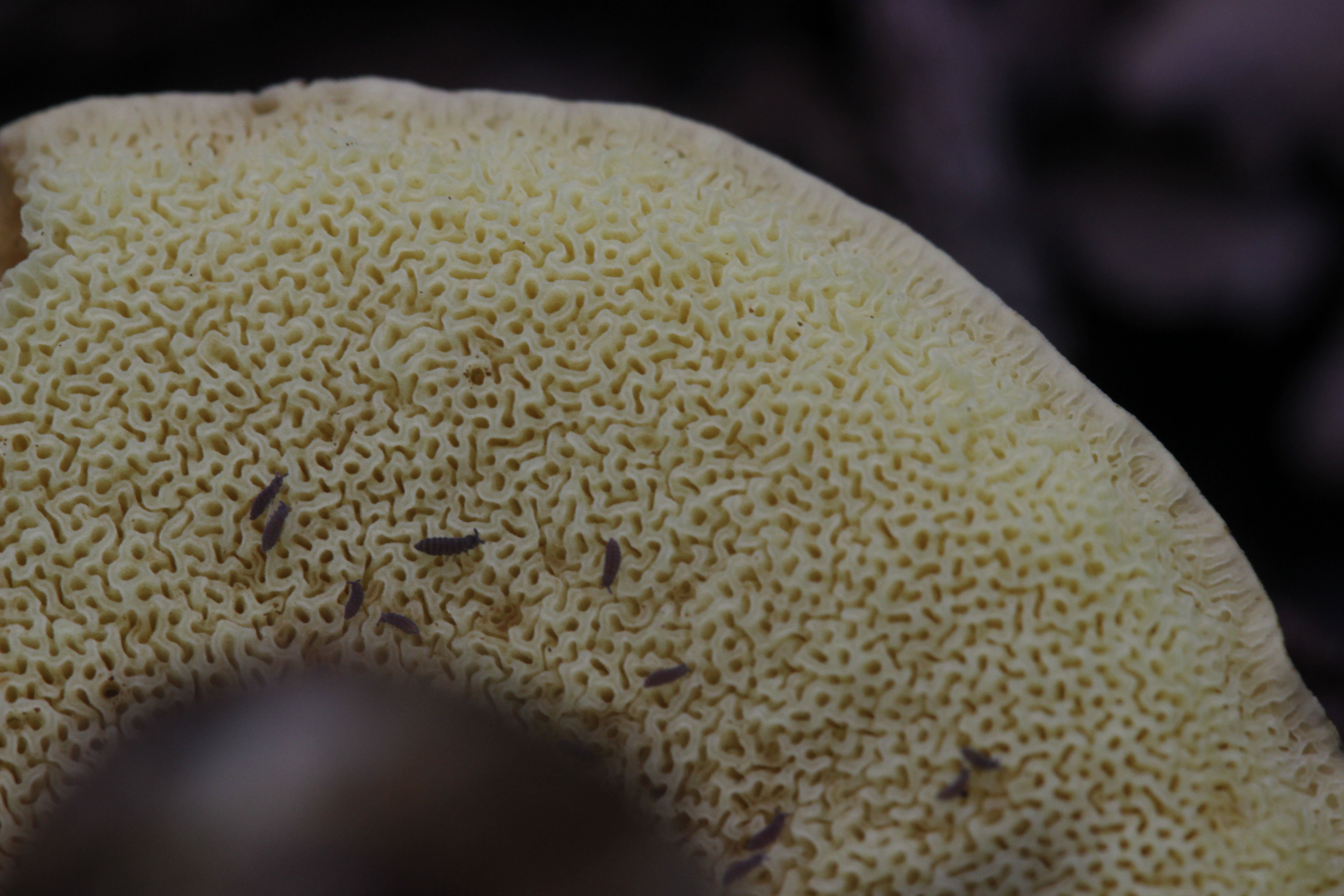
Poriën
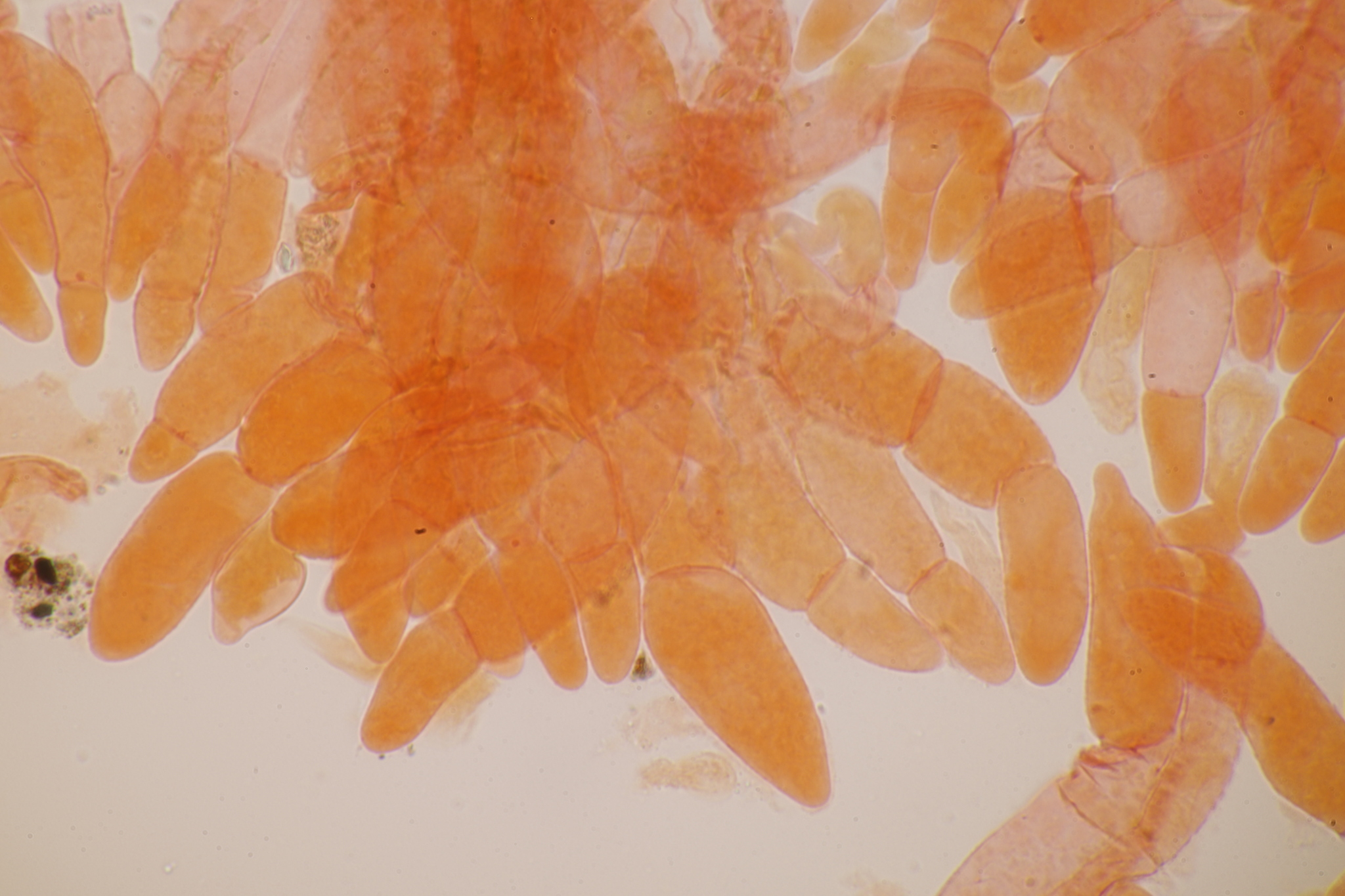
Trama
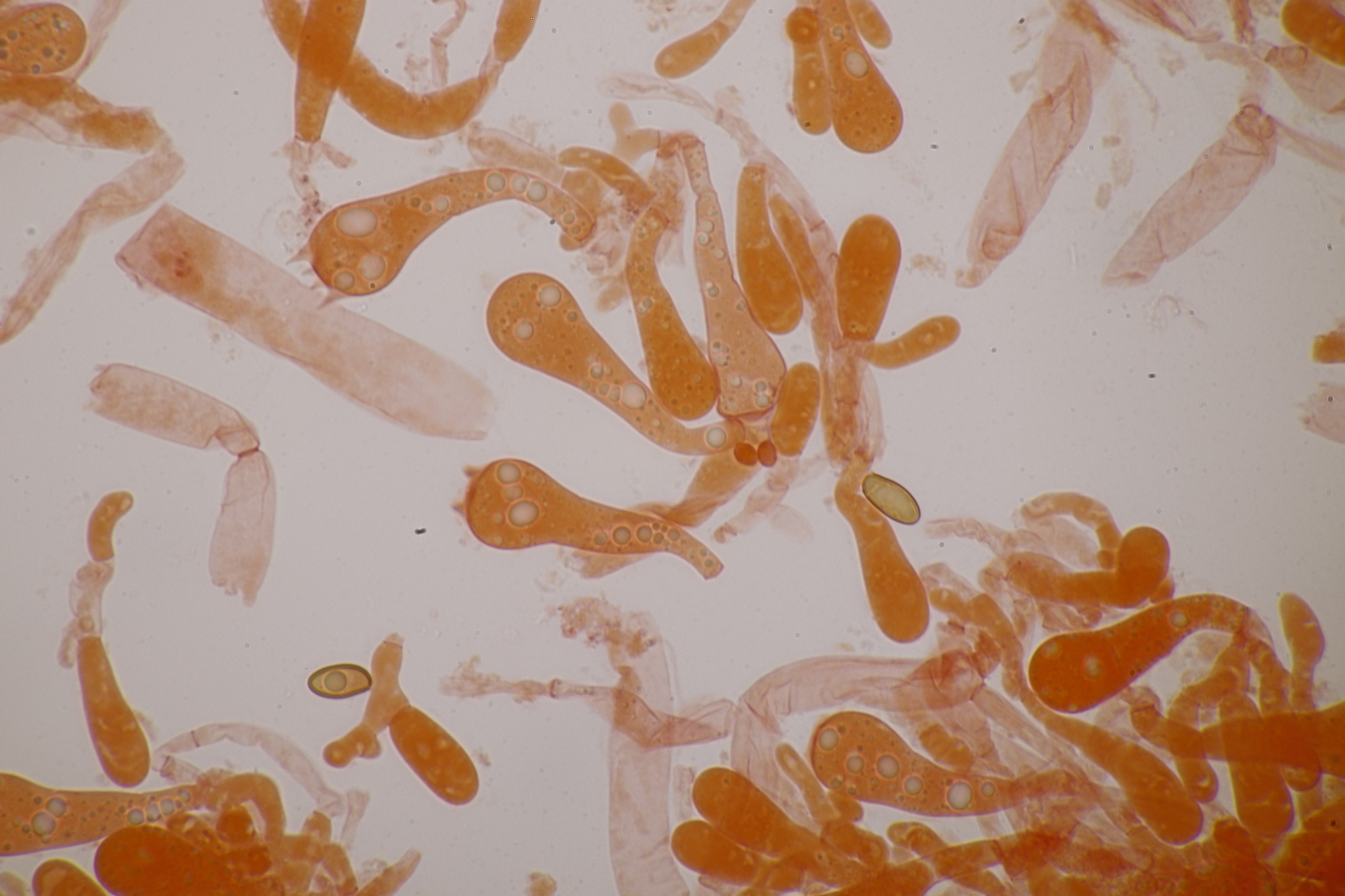
Basidia (rood)
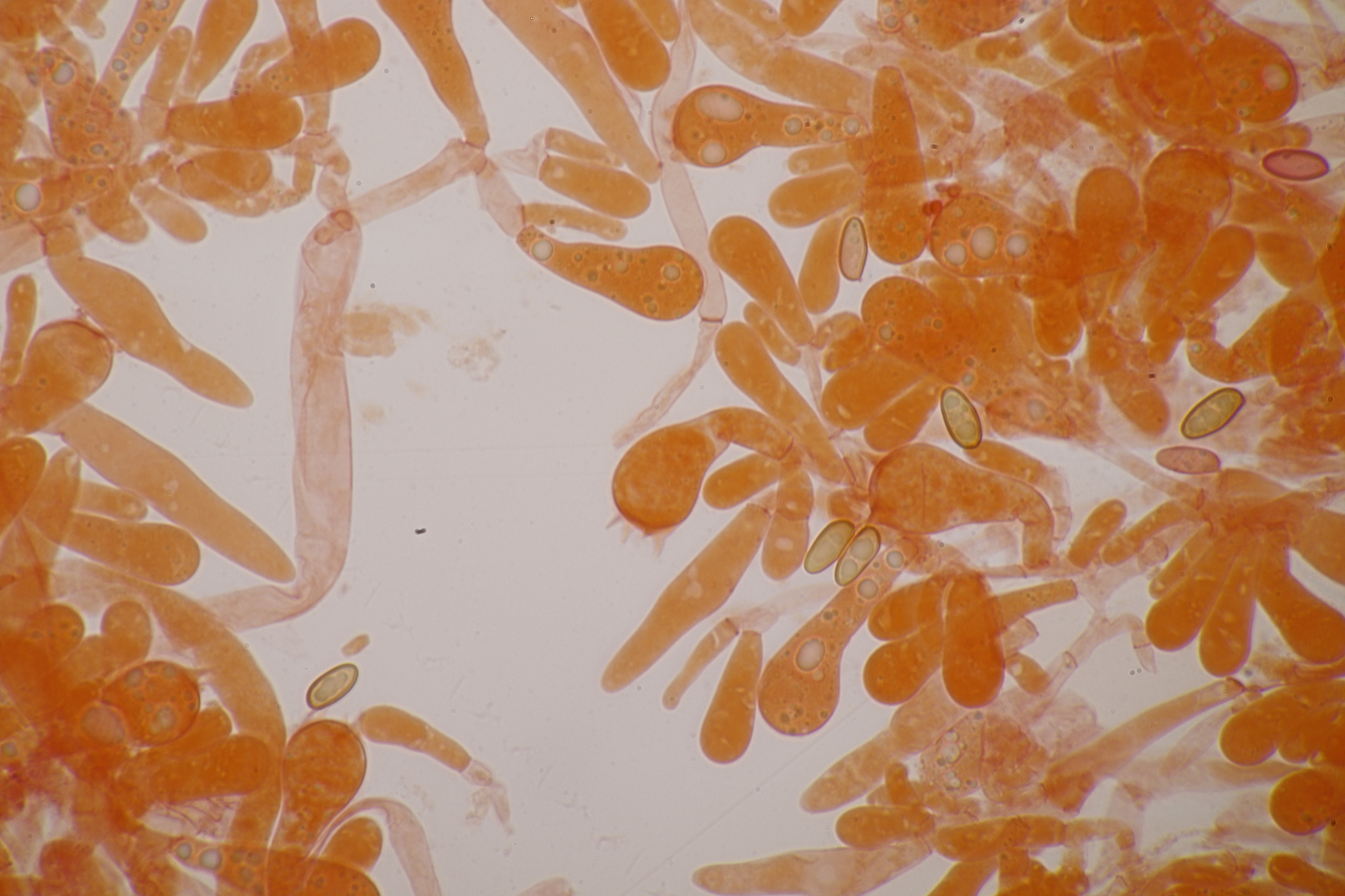
Sporen (bruin)